# Ernesto Mallo
Ernesto Mallo (La Plata, 16 agosto 1948) è uno scrittore argentino.
Nasce a La Plata in provincia di Buenos Aires. Ha pubblicato molte opere avendo temi diversi, tra cui sceneggiature, sceneggiature cinematografiche, saggi e racconti. Tuttavia, è conosciuto per i suoi romanzi, il primo dei quali La aguja en el pajar pubblicato nel 2006.
Due dei suoi libri della serie Inspector Lascano sono stati tradotti in inglese: Needle in a Haystack, tradotto da Jethro Soutar e Sweet Money, tradotto da Katherine Silver.